# Willie Harper
Willie Harper é um ex-jogador profissional de futebol americano estadunidense.

## Carreira
Willie Harper foi campeão da temporada de 1981 da National Football League jogando pelo San Francisco 49ers.